# SV Brackwede
Die SV Brackwede (vollständiger Name: Sportvereinigung Brackwede e. V.) ist ein Sportverein aus dem gleichnamigen Stadtteil von Bielefeld. Mit rund 3100 Mitgliedern (Stand: Dezember 2017) ist er der fünftgrößte Sportverein der Stadt. Der Verein trägt die Farben schwarz-blau-weiß und umfasst 21 Abteilungen.
Zu den sportlichen Aushängeschildern des Vereins gehören die Fraueneishockeymannschaft, die ein Jahr in der Bundesliga spielte, sowie die Trampolinmannschaft, die im Jahre 1980 in die Bundesliga aufstieg. Die Basketballerinnen erreichten ein Jahr lang die 2. Bundesliga. Die Tischtennis-Herren erlangten in der Saison 2013/14 die 2. Bundesliga Nord. Die Fußballer spielten sechs Jahre in der höchsten westfälischen Amateurliga.

## Geschichte

### Strukturelle Entwicklung
Die SV Brackwede entstand am 25. November 1945 aus einer Fusion verschiedener Sportvereine. Ältester Stammverein war der im Jahre 1890 gegründete Verein Fidelitas Brackwede, der seinen Namen drei Jahre später in Brackweder Turnverein von 1890 änderte. 1898 wurde der Verein Frisch Auf Brackwede gegründet, der sich kurze Zeit später in Freie Turn- und Sportvereinigung (FTSV) Brackwede umbenannte. Am 27. Juni 1907 folgte der Sportverein Westfalia Brackwede und schließlich 1921 der Verein Deutsche Jugendkraft Brackwede. Nach der Machtübernahme der NSDAP im Jahre 1933 wurden die Freie Turn- und Sportvereinigung als Mitglied des Arbeiter-Turn- und Sportbunds und die Deutsche Jugendkraft als Mitglied des DJK-Sportverbandes verboten. Nach dem Ende des Zweiten Weltkrieges beschlossen die vier Stammvereine, einen neuen gemeinsamen Verein zu gründen. Am 25. November 1945 wurde schließlich die Sportvereinigung Brackwede gegründet. Die Tennisabteilung spaltete sich am 14. Mai 2004 ab und gründeten mit dem TC Brackwede einen eigenständigen Verein.

Stammbaum des SV Brackwede

### Angebot
Der Verein bietet die folgenden Sportarten an:
- Badminton
- Basketball
- Pétanque/Boule
- Boxen
- Eissport
- Fußball
- Gesund & Fit
- Handball
- Judo
- Leichtathletik
- Rehabilitationssport
- Rope Skipping
- Schwimmen
- Seniorensport
- Sportschießen
- Synchronschwimmen
- Tischtennis
- Trimmen & Freizeit
- Turnen
- Volleyball
- Wasserball

## Abteilungen

### Eishockey

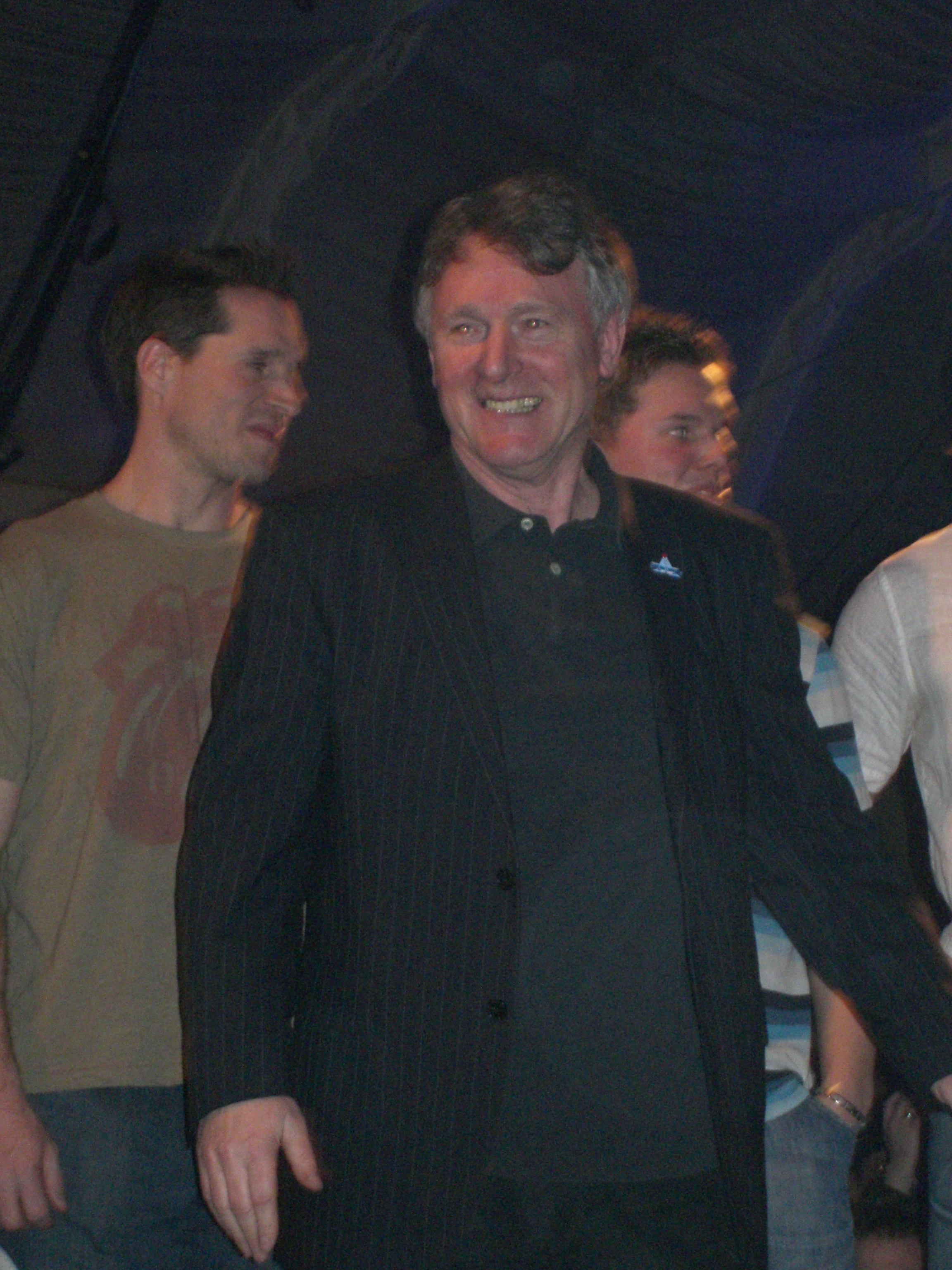
Bernd Haake, Gründer der Eishockeyabteilung

Am 18. Januar 1978 wurde eine Eissportabteilung von Bernd Haake gegründet. Heimspielstätte war zunächst die heute nicht mehr existierende Delius-Eisbahn. Heute spielt der Verein auf der Oetker-Eisbahn. Die Spieler sind unter dem Beinamen „Teutonen“ bekannt. 

#### Frauen
Erfolgreichste Mannschaft sind die Eishockeyfrauen, die in der Saison 1992/93 ein Jahr in der Bundesliga spielten. 2008 und 2010 wurde die Mannschaft jeweils Meister der 2. Liga Nord, verzichtete jedoch auf den Aufstieg. Im Jahre 2013 musste mangels Spielerinnen die Mannschaft abgemeldet werden.

#### Männer
Die Männermannschaft spielte von 1979 bis 1989 sowie in der Saison 1991/92 in der viertklassigen Regionalliga. Ende der 2000er Jahre folgte eine sportliche Talfahrt, die die Teutonen in die Bezirksliga brachte. Nach einem Jahr ohne Männermannschaft nimmt seit 2015 wieder ein Team am Spielbetrieb der Landesliga teil. Der SV Brackwede brachte mit Karsten Mende einen deutschen Eishockeynationalspieler hervor. Er wurde 1995 Deutscher Meister mit den Kölner Haien, bei dem auch Co-Trainer Bernd Haake dabei war. Mit Eugen Berger stellt der Verein einen Linienrichter in der Deutschen Eishockey Liga. Aaron Reckers wurde Zweitligaspieler bei den Dresdner Eislöwen.

### Trampolin
Die Abteilung wurde im Jahre 1963 gegründet. Im Jahre 1980 stieg die Trampolinmannschaft in die Bundesliga auf und wurde dort 2015 und 2016 jeweils Dritter. 1993 richtete der Verein das Finale der Trampolin-Bundesliga aus und begrüßte rund 1000 Zuschauer in der Seidensticker Halle. Seit 1985 ist Brackwede ein Bundesleistungsstützpunkt. Ute Höcker wurde 1984 Europameisterin im Mannschaftswettbewerb. Heiko Berger wurde 1992 mit der deutschen Nationalmannschaft Weltmeister im Doppelminitrampolin. Zwei Jahre später wurde Nadine Intrup Vizeweltmeisterin am gleichen Gerät.

### Fußball

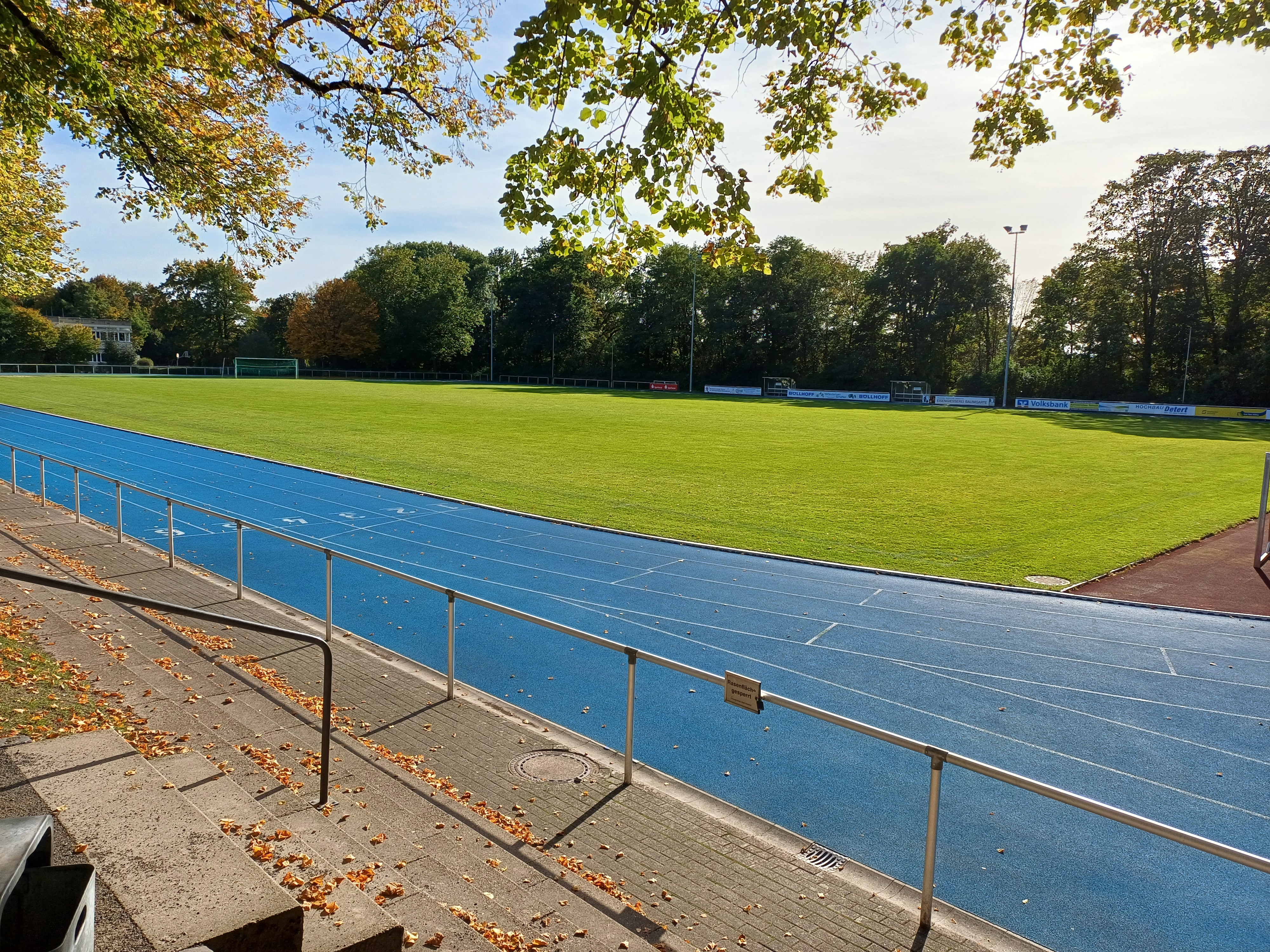
Das Böllhoff-Stadion

Im Jahre 1931 erreichte die noch als FTSV Brackwede auftretende Mannschaft die Endrunde um die deutsche Meisterschaft des Arbeiter-Turn-und-Sport-Bundes. Die erfolgreichste Zeit der Fußballabteilung waren die fünfziger und sechziger Jahre. Von 1952 bis 1957 sowie in den Spielzeiten 1964/65, 1966/67 sowie von 1968 bis 1972 gehörten die Brackweder der höchsten westfälischen Amateurliga an. Drei Abstiege in Folge brachten den Verein 1974 in die Kreisklasse. Anschließend spielten die Brackweder noch von 1977 bis 1979, von 1981 bis 1984 und in der Saison 1991/92 in der Bezirksliga. Zuletzt trat der Verein in der Saison 2022/23 in der Kreisliga C, der untersten Spielklasse an.
Spielstätte ist das Böllhoff-Stadion, wo auf Kunstrasen gespielt wird. Die Fußballabteilung des SV Brackwede brachte mit Hartmut Huhse, Norbert Leopoldseder und Detlef Schnier drei spätere Bundesliga- und mit Michael Sanke einen späteren Zweitligaspieler hervor. Umgekehrt war der ehemalige Gauligaspieler Paul Janowski später für den SV Brackwede aktiv. Die Fußballherren der Ü-32 gewannen 2023 die Stadtmeisterschaft im Kleinfeld in Bielefeld.

### Futsal

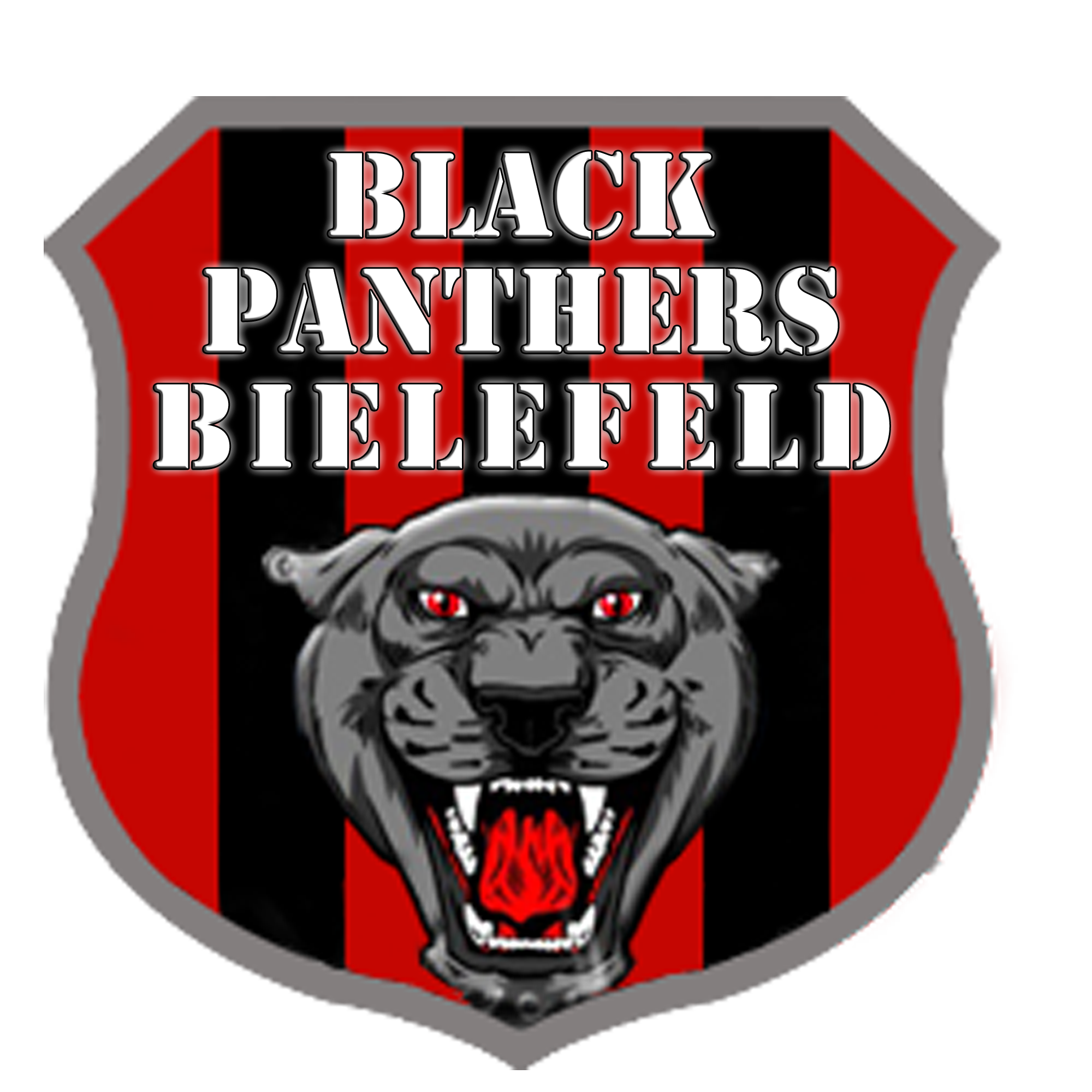
Logo der Black Panthers Bielefeld

Zur Fußballabteilung des SV Brackwede gehörte bis 2019 auch die Futsalmannschaft Black Panthers Bielefeld, die danach zum SV Yek Spor Bielefeld wechselte. Die Mannschaft wurde im Jahre 2011 als Black Panthers Brackwede gegründet und tragen seit 2015 den heutigen Namen. Im Jahre 2013 gelang der Mannschaft der Aufstieg in die erstklassige WFLV-Futsal-Liga. Nach nur einer Saison folgte der direkte Wiederabstieg in die Oberliga Westfalen. Zwei Jahre später gelang der Wiederaufstieg in die nunmehr Futsalliga West genannte Spielklasse. Ebenfalls im Jahre 2016 sicherte sich die Mannschaft durch einen 6:1-Finalsieg über die Bonner Futsal Lions den WFLV-Futsal-Pokal. Im Jahre 2013 wurden die Black Panthers in Harsewinkel Westfalenmeister im Beachsoccer.

### Basketball
Die Basketballabteilung besteht seit 1973. Heimspielstätten sind die Sporthallen am Gymnasium bzw. der Gesamtschule Brackwede.

#### Frauen
Die Frauenmannschaft stieg 1995 erstmals in die drittklassige Regionalliga auf und musste zwei Jahre später wieder absteigen. 1999 gelang der Wiederaufstieg, bevor die Brackwederinnen fünf Jahre später den Aufstieg in die 2. Bundesliga Nord schafften. Nach nur einem Jahr stieg die Mannschaft wieder ab. In den folgenden Jahren pendelte die Mannschaft zwischen Regional- und Oberliga, bevor die Brackwederinnen im Jahre 2014 in die Landesliga abstieg. Mit Lea Mersch brachte der SV Brackwede eine spätere deutsche Nationalspielerin hervor.

#### Männer
Die Männermannschaft erreichte im Jahre 1991 erstmals die seinerzeit drittklassige 1. Regionalliga West. Nach dem direkten Wiederabstieg gelang 1996 der erneute Aufstieg, dem allerdings ebenfalls der direkte Wiederabstieg folgte. Höhepunkte der Vereinsgeschichte waren 1998 das Erreichen der zweiten Runde des DBB-Pokals sowie ein Freundschaftsspiel gegen den Bundesligisten Bayer Leverkusen. In den folgenden Jahren rutschten die Brackweder bis in die Landesliga hinab, stiegen noch einmal bis in die 2. Regionalliga auf und mussten im Jahre 2010 in der Landesliga absteigen. Acht Jahre später gelang der Wiederaufstieg in die Oberliga. 
Der ehemalige bosnisch-herzegowinische Nationalspieler Ilijas Mašnić wirkte als Spieler und Trainer in Brackwede. Auch der ehemalige Bundesligaspieler Robert Huelsewede war Trainer des SV Brackwede. Mit Neil Mašnić brachten die Brackweder einen späteren Erstligaspieler in den Niederlanden und mit Christoph Hackenesch einen späteren Zweitligaspieler in Deutschland hervor.

### Tischtennis
Die Tischtennisabteilung besteht seit 1945. Im Jahre 1960 stieg die Mannschaft erstmals in die Oberliga auf. Nach einem zwischenzeitlichen Abstieg folgte 1967 der erneute Sprung in der Oberliga. Nachdem die Brackweder zwischenzeitlich bis in die Landesliga abgerutscht waren, wurde die erste Herrenmannschaft im Jahre 2008 Meister der Oberliga und schaffte den Aufstieg in die Regionalliga. Im Jahre 2013 wurde erstmals in der Geschichte des Tischtennissports in Bielefeld der Aufstieg in 2. Bundesliga Nord geschafft. Ein Jahr später stieg die Mannschaft aufgrund einer Ligareform in die 3. Liga Nord ab. Dort wurden die Brackweder im Jahre 2015 Vizemeister, scheiterten aber in der Aufstiegsrelegation an der zweiten Mannschaft des 1. FC Saarbrücken. Nach dem Abstieg aus der 3. Liga im Jahre 2018 verzichtete der Verein auf den Start in der Regionalliga und tritt daraufhin in der Oberliga an.
Im Jahre 2016 richtete der SV Brackwede die Deutsche Tischtennis-Meisterschaft 2016 aus. Spielort war die Seidensticker Halle. Im Jahre 2013 wurde Dieter Ristig mit seinem Partner Ulrich Watermann deutscher Seniorenmeister im Doppel in der Altersklasse Ü50.

### Leichtathletik

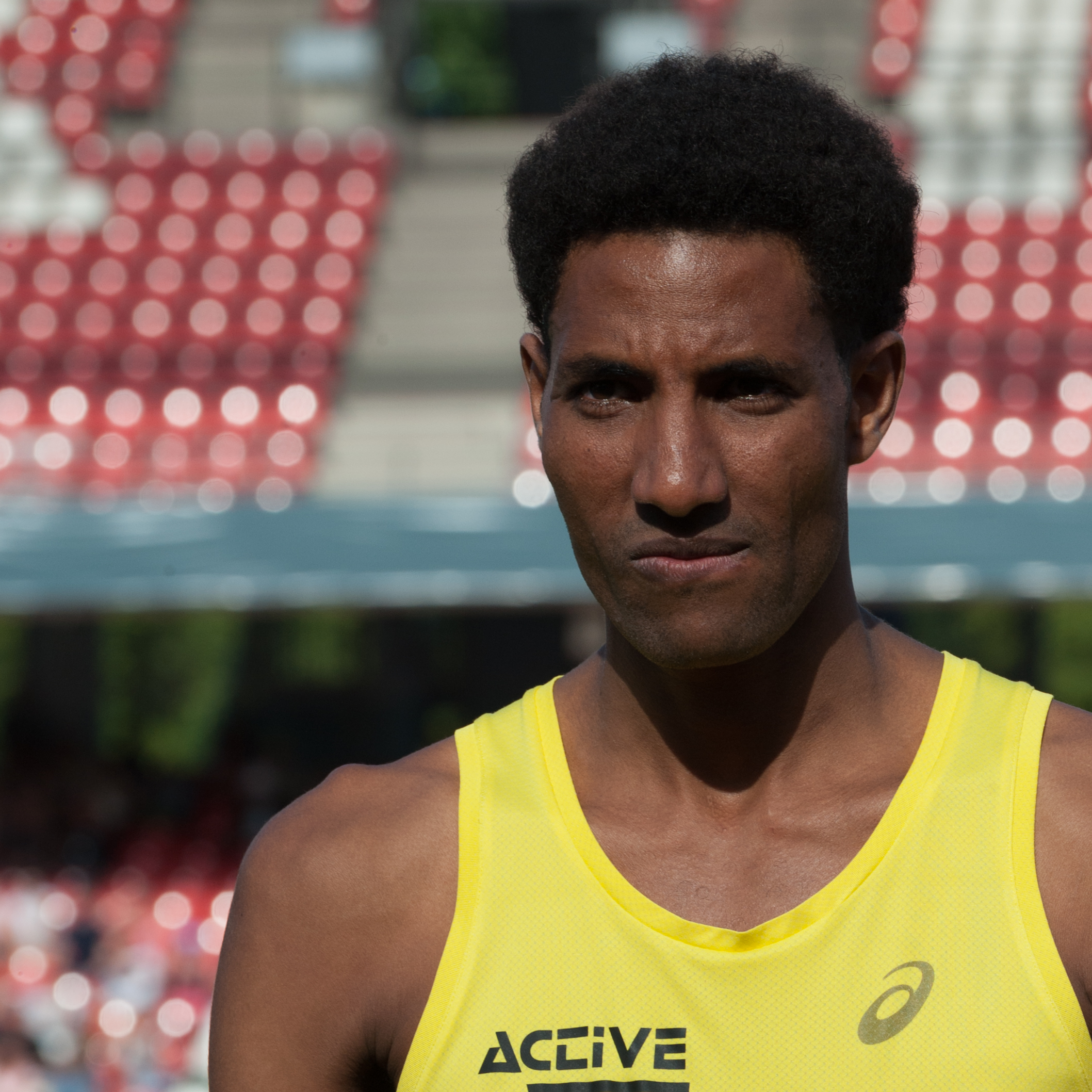
Amanal Petros 2015

Seit 1978 besteht in der SVB eine eigenständige Leichtathletikabteilung, der zurzeit über 230 Mitglieder angehören. Bei den Deutschen Meisterschaften 2006 belegte die Frauenmannschaft im Halbmarathon den siebten Platz. Zehn Jahre später wurde die Frauenmannschaft im Crosslauf Achter. Erfolgreichster Athlet der SV Brackwede war Amanal Petros. Er wurde im Jahre 2016 deutscher Vizemeister über 10.000 Meter und Dritter über 5000 Meter. Im Jahr 2019 wechselte er zum Olympiastützpunkt des TV Wattenscheid 01.

### Handball
In den 1970er Jahren waren sowohl die Männer- als auch die Frauenmannschaft des SV Brackwede in der Landesliga aktiv. Später rutschten beide Mannschaften bis in die Kreisliga hinab. Zusammen mit den Vereinen HTSF Senne und HSG Eintracht Gadderbaum bildete der SV Brackwede die Jugendspielgemeinschaft Bielefeld-Süd. Im Jahre 2009 schloss sich die Handballabteilung des SV Brackwede der Spielgemeinschaft HSG Eintracht Gadderbaum, die aus den Vereinen TuS Eintracht Bielefeld und Gadderbaumer TV gebildet wurde, an. Die Spielgemeinschaft trägt seitdem den Namen HSG EGB Bielefeld. Mit Florian Kranzmann wurde ein Bundesligaspieler hervorgebracht.

### Boxen
Die Boxabteilung wurde im Jahre 1974 gegründet. Mit Besar Nimani brachte der SV Brackwede einen späteren IBF-Internation-Champion im Halbmittelgewicht hervor.

### Wasserball
Die Wasserballmannschaft spielt unter dem Namen SG Wasserball Brackwede/Senne in der Ostwestfalenliga. Die Spielgemeinschaft setzt sich aus den Vereinen 1. Bielefelder SV, SV Dornberg und TuS 08 Senne I zusammen. Der Verein hat auch mehrere Jugendmannschaften.

### Boule
Die 1. Mannschaft der Boule Abteilung spielt in der NRW-Liga, der zweithöchsten Spielklasse Deutschlands.

### Judo
Das SVB-Judo-Team wurde 1976 gegründet.